# Rio Cauamé
O rio Cauamé é um rio brasileiro do estado de Roraima, afluente do rio Branco, estando sua foz no segmento denominado alto rio Branco. Limita a área urbana da capital estadual Boa Vista a norte. Suas belas praias atraem grande número de banhistas, mais ainda que as do Branco.
Ainda no perímetro urbano de Boa Vista, a única cidade que o margeia, é atravessado por duas pontes que dão continuidade à BR-174 e ao Contorno Oeste, entre a foz dos igarapés Caranã e Macuxi, poucos quilômetros antes de desaguar no rio Branco, principal rio do estado e que limita a capital roraimense a leste.
Curso d'água com forte correnteza, sua densa mata ciliar contém espécies de árvores típica da Floresta Amazônica, assim como a maioria dos rios de Roraima. Nasce em meio à savana do município de Alto Alegre e desce até o rio Branco, cortando o município de Boa Vista de leste à oeste, num comprimento total de 291 quilômetros.